# Pawieł Ignatjew
Pawieł Nikołajewicz Ignatjew (ros. Павел Николаевич Игнатьев, ur. 7 czerwca?/18 czerwca 1797 w Petersburgu, zm. 1 stycznia 1880 tamże) – hrabia, rosyjski działacz państwowy, generał adiutant (1846), generał piechoty (1859).
W 1814 ukończył studia na Uniwersytecie Moskiewskim. W 1834-1846 dyrektor Korpusu Paziów. Od 1852 członek Rady Państwa. W 1854-1861 generał-gubernator Petersburga. W 1872-1877 przewodniczący Komitetu Ministrów Imperium Rosyjskiego.
Jego synem był gen. Nikołaj Ignatjew.